# Bouin-Plumoison
Pour les articles homonymes, voir Bouin.
Bouin-Plumoison est une commune française située dans le département du Pas-de-Calais en région Hauts-de-France. La commune est membre de la communauté de communes des 7 Vallées.

## Géographie

### Localisation
Localisée dans le sud-ouest du département du Pas-de-Calais, Bouin-Plumoison est une commune située, à vol d'oiseau, à 1 km à l'ouest de la commune d'Hesdin-la-Forêt et à 18 km au sud-est de la commune de Montreuil-sur-Mer (chef-lieu d'arrondissement).
Le territoire de la commune est limitrophe de ceux de cinq communes.
Les communes limitrophes sont Guisy, Aubin-Saint-Vaast, Capelle-lès-Hesdin, Marconnelle et Mouriez.

### Hydrographie
Le territoire de la commune est situé dans le bassin Artois-Picardie.
La commune est traversée par trois cours d'eau :
- la Canche, fleuve côtier d'une longueur de 100,22 km, qui prend sa source dans la commune de Gouy-en-Ternois et se jette dans la Manche entre Étaples et Le Touquet-Paris-Plage[2] ;

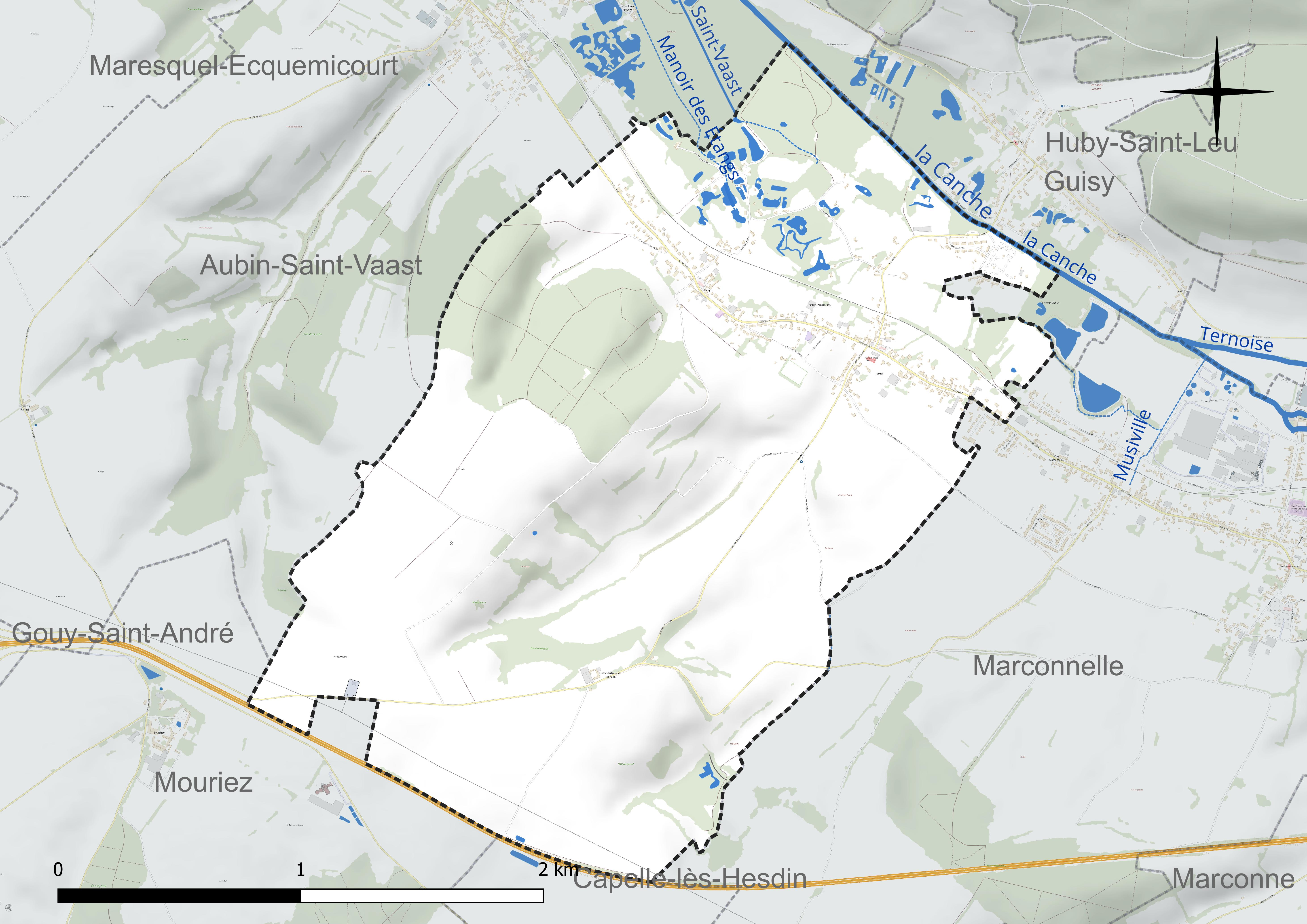
Réseau hydrographique de Bouin-Plumoison.

- le Saint-Vaast, d'une longueur de 1,62 km[3] ;
- le Manoir des Étangs, d'une longueur de 1,10 km[4].

### Paysages
La commune s'inscrit à la jonction de trois paysages régionaux tels qu'ils sont définis dans l'atlas de paysages de la région Nord-Pas-de-Calais, conçu par la direction régionale de l'Environnement, de l'Aménagement et du Logement (DREAL), :
- les « paysages montreuillois », qui concernent 98 communes, se délimitent : à l'ouest par des falaises qui, avec le recul de la mer, ont donné naissance aux bas-champs ourlées de dunes ; au nord par la boutonnière du Boulonnais ; au sud par le vaste plateau formé par la vallée de l'Authie, et à l'est par les paysages du Ternois et du Haut-Artois. Les « paysages montreuillois », avec, dans leur axe central, la vallée de la Canche et ses nombreux affluents comme la Course, la Créquoise, la Planquette…, offrent une alternance de vallées et de plateaux, appelés « ondulations montreuilloises ». Dans ces paysages, et plus particulièrement sur les plateaux, on cultive la betterave sucrière, le blé et le maïs et les plateaux entre la Ternoise et la Créquoise sont couverts de vastes massifs forestiers comme la forêt d'Hesdin-la-Forêt, les bois de Fressin, Sains-lès-Fressin, Créquy…[6].

L’occupation des sols de la surface totale de ces « paysages montreuillois » est de 59,07 % de cultures, de 21,55 % de prairies naturelles, permanentes, de 12,02 % de forêts et de milieux semi-naturels, de 5,79 % d'espaces artificialisés avec les communes principales d'Étaples et Montreuil-sur-Mer, de 0,38 % de cours d'eau et plan d'eau, 0,41 % d'espaces industriels et de friches industrielles et de 0,14 % d’espaces dunaires ;
- les « paysages du val d'Authie », qui concernent 83 communes, se délimitent : au sud, dans le département de la  Somme par les « paysages de l'Authie et du Ponthieu », dépendant de l'atlas de paysages de la Picardie et au nord et à l'est par les « paysages du Montreuillois », les « paysages du Ternois » et les « paysages des plateaux cambrésiens et artésiens ». Le caractère frontalier de la vallée de l'Authie, aujourd’hui entre le Pas-de-Calais et la Somme, remonte au Moyen Âge où elle séparait le royaume de France du royaume d'Espagne, au nord[7].

Le coteau nord est escarpé alors que le coteau sud offre des pentes plus douces. À l'ouest, l'Authie s'ouvre sur la baie d'Authie, typique de l'estuaire picard, et se jette dans la Manche. Avec son vaste estuaire et les paysages des bas-champs, la baie d'Authie contraste avec les paysages plus verdoyants en amont.
L’Authie, entaille profonde du plateau artésien, a créé des entités écopaysagères prononcées avec un plateau calcaire dont l'altitude varie de 100  à   163 m qui s'étend de chaque côté du fleuve. L'altitude du plateau décline depuis le pays de Doullens, à l'est (point culminant à 163 m), vers les bas-champs picards, à l'ouest (moins de 40 m). Le fond de la vallée de l'Authie, quant à lui, est recouvert d'alluvions et de tourbes. L'Authie est un fleuve côtier classé comme cours d'eau de première catégorie où le peuplement piscicole dominant est constitué de salmonidés.
L’occupation des sols des « paysages du val d'Authie » est composée pour 69,48 % en cultures, 15,34 % en prairies naturelles, permanentes, 7,79 % en forêts et milieux semi-naturels, 5,04 % en espaces artificialisés avec principalement les communes d'Auxi-le-Château et Doullens, 1,11 % en cours d'eau et plans d'eau, 0,87 % en peupleraies et 0,37 % en espaces industriels ;
- les « paysages du Ternois », qui concernent 138 communes avec trois pôles d'attraction que sont Hesdin-la-Forêt à l'ouest, Saint-Pol-sur-Ternoise à l'est et, dans une moindre mesure, Frévent en lisière sud, sont délimités par deux cours d'eau : la Canche au sud et la Ternoise au nord. Ces paysages sont composés de plateaux, de vallées et de bocages. Les plateaux du Ternois montrent une structure tabulaire assez plane et une altitude assez régulière avec des points culminants entre 150  à   160 m[8].

Le territoire d'une vingtaine de kilomètres du nord au sud et d'est en ouest, est traversé par la D 939 reliant Saint-Pol-sur-Ternoise à Hesdin-la-Forêt, par la D 912 entre Saint-Pol-sur-Ternoise et Frévent et par la ligne ferroviaire de Saint-Pol-sur-Ternoise à Étaples dans la vallée de la Canche. La position excentrée, en l'absence de grands axes autoroutiers ou ferrés structurants, a permis au Ternois de conserver un caractère rural.
Au niveau de l'occupation des sols de ces « paysages du Ternois », les surfaces cultivées représentent 66,80 % de la surface totale et sont omniprésentes sur les plateaux avec majoritairement la culture de la betterave et de la pomme de terre, les prairies naturelles, permanentes 19 %, les forêts, comme la forêt d'Hesdin, et milieux semi-naturels 7,26 %, présentes dans les deux principales vallées de la Ternoise et de la Canche, les espaces artificialisés 3,22 % avec principalement les communes de Saint-Pol-sur-Ternoise, Hesdin-la-Forêt et Frévent, les espaces industriels 0,52 % et les cours d'eau et plans d'eau 0,21 %.

### Climat
Pour des articles plus généraux, voir Climat des Hauts-de-France et Climat du Pas-de-Calais.
En 2010, le climat de la commune est de type climat océanique franc, selon une étude du CNRS s'appuyant sur une série de données couvrant la période 1971-2000. En 2020, Météo-France publie une typologie des climats de la France métropolitaine dans laquelle la commune est exposée à un climat océanique et est dans la région climatique Côtes de la Manche orientale, caractérisée par un faible ensoleillement (1 550 h/an) ; forte humidité de l’air (plus de 20 h/jour avec humidité relative > 80 % en hiver), vents forts fréquents.
Pour la période 1971-2000, la température annuelle moyenne est de 10,7 °C, avec une amplitude thermique annuelle de 13,3 °C. Le cumul annuel moyen de précipitations est de 847 mm, avec 12,7 jours de précipitations en janvier et 8,3 jours en juillet. Pour la période 1991-2020, la température moyenne annuelle observée sur la station météorologique la plus proche, située sur la commune de Humières à 15 km à vol d'oiseau, est de 10,9 °C et le cumul annuel moyen de précipitations est de 856,9 mm,. Pour l'avenir, les paramètres climatiques de la commune estimés pour 2050 selon différents scénarios d'émission de gaz à effet de serre sont consultables sur un site dédié publié par Météo-France en novembre 2022.

### Milieux naturels et biodiversité

#### Espace protégé et géré
La protection réglementaire est le mode d’intervention le plus fort pour préserver des espaces naturels remarquables et leur biodiversité associée.
Dans ce cadre, on trouve sur le territoire de la commune un terrain géré (location, convention de gestion) par le Conservatoire d'espaces naturels des Hauts-de-France : le marais de Guisy, d'une superficie de 13,201 hectares.

#### Zones naturelles d'intérêt écologique, faunistique et floristique
L’inventaire des zones naturelles d'intérêt écologique, faunistique et floristique (ZNIEFF) a pour objectif de réaliser une couverture des zones les plus intéressantes sur le plan écologique, essentiellement dans la perspective d’améliorer la connaissance du patrimoine naturel national et de fournir aux différents décideurs un outil d’aide à la prise en compte de l’environnement dans l’aménagement du territoire.
Le territoire communal comprend une ZNIEFF de type 1 : la forêt domaniale d'Hesdin et ses lisières. Elle est située dans le Ternois et s’étend sur le plateau de l’Aa et sur le rebord sud d’un glacis incliné vers la dépression synclinale de la Canche.
et deux ZNIEFF de type 2 : 
- les marais d’Aubin-Saint-Vaast et de Bouin-Plumoison qui s’étendent dans le fond de la vallée de la Canche, sur la rive gauche du fleuve, entre les communes d’Aubin-Saint-Vaast au Nord-Ouest et Bouin-Plumoison au Sud[18] ;
- la basse vallée de la Canche et ses versants en aval d’Hesdin. Cette zone humide recelant des marais tourbeux, s'étend d'Étaples à Hesdin sur une superficie de 12 059 hectares[19].

Carte des ZNIEFF de type 1 et 2 sur la commune
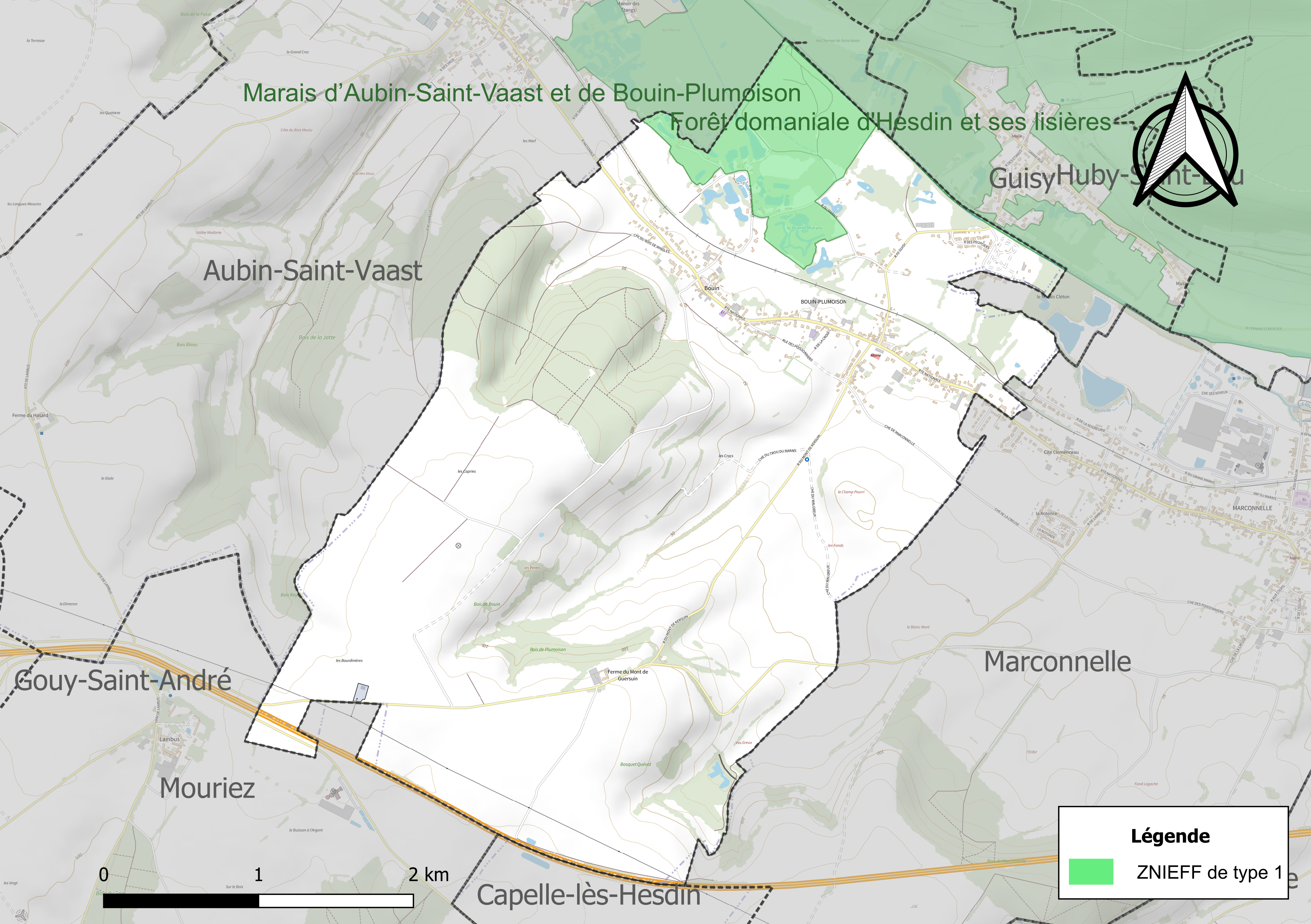
Carte de la ZNIEFF de type 1 sur la commune.
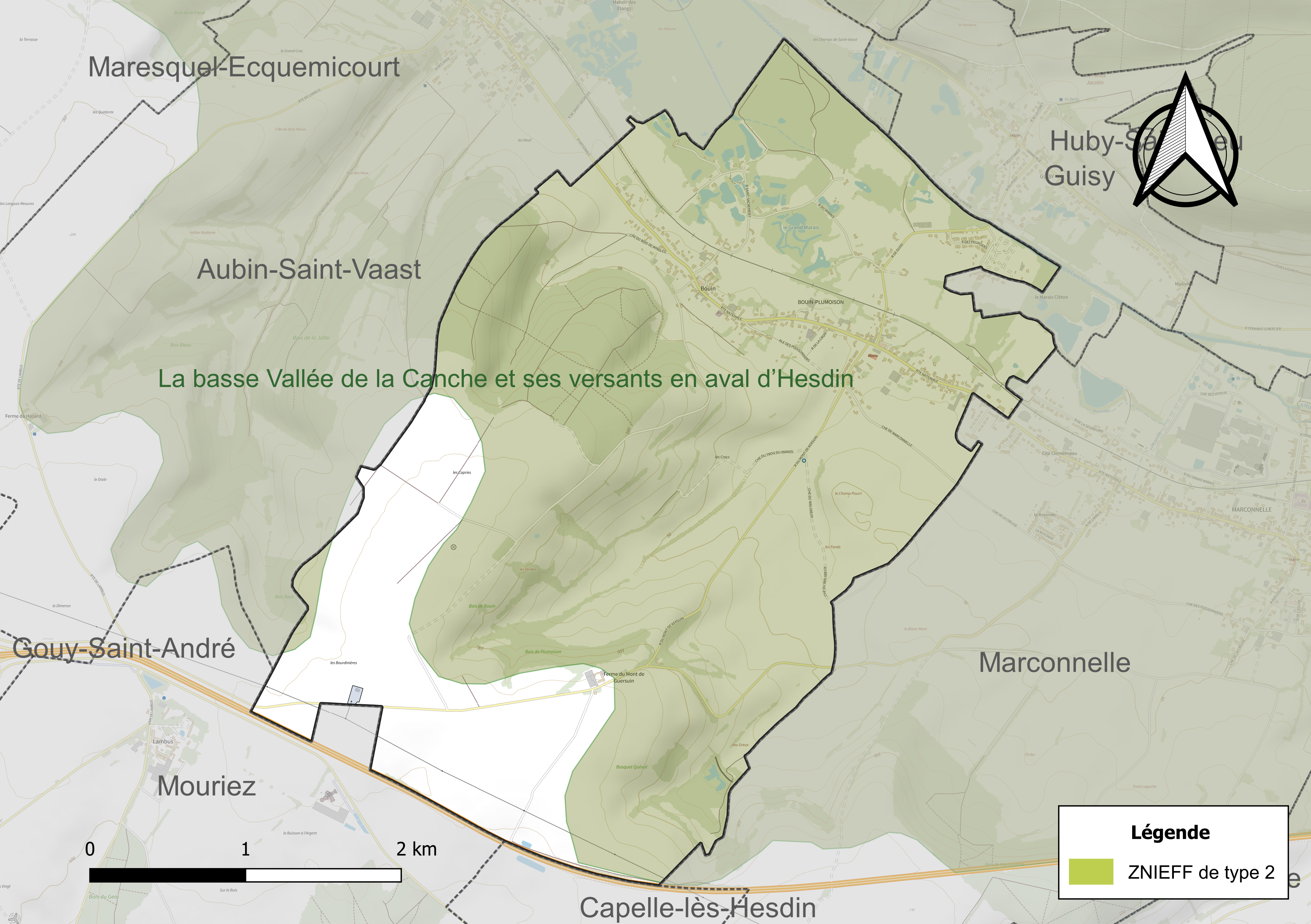
Carte des ZNIEFF de type 2 sur la commune.

## Urbanisme

### Typologie
Au 1er janvier 2024, Bouin-Plumoison est catégorisée commune rurale à habitat dispersé, selon la nouvelle grille communale de densité à sept niveaux définie par l'Insee en 2022.
Elle appartient à l'unité urbaine de Hesdin, une agglomération intra-départementale regroupant huit  communes, dont elle est une commune de la banlieue,,. Par ailleurs la commune fait partie de l'aire d'attraction d'Hesdin, dont elle est une commune de la couronne,. Cette aire, qui regroupe 28 communes, est catégorisée dans les aires de moins de 50 000 habitants,.

### Occupation des sols
L'occupation des sols de la commune, telle qu'elle ressort de la base de données européenne d’occupation biophysique des sols Corine Land Cover (CLC), est marquée par l'importance des territoires agricoles (76,9 % en 2018), une proportion identique à celle de 1990 (76,9 %). La répartition détaillée en 2018 est la suivante : 
terres arables (57,1 %), prairies (19,8 %), forêts (16 %), zones urbanisées (7,1 %). L'évolution de l’occupation des sols de la commune et de ses infrastructures peut être observée sur les différentes représentations cartographiques du territoire : la carte de Cassini (XVIIIe siècle), la carte d'état-major (1820-1866) et les cartes ou photos aériennes de l'IGN pour la période actuelle (1950 à aujourd'hui).

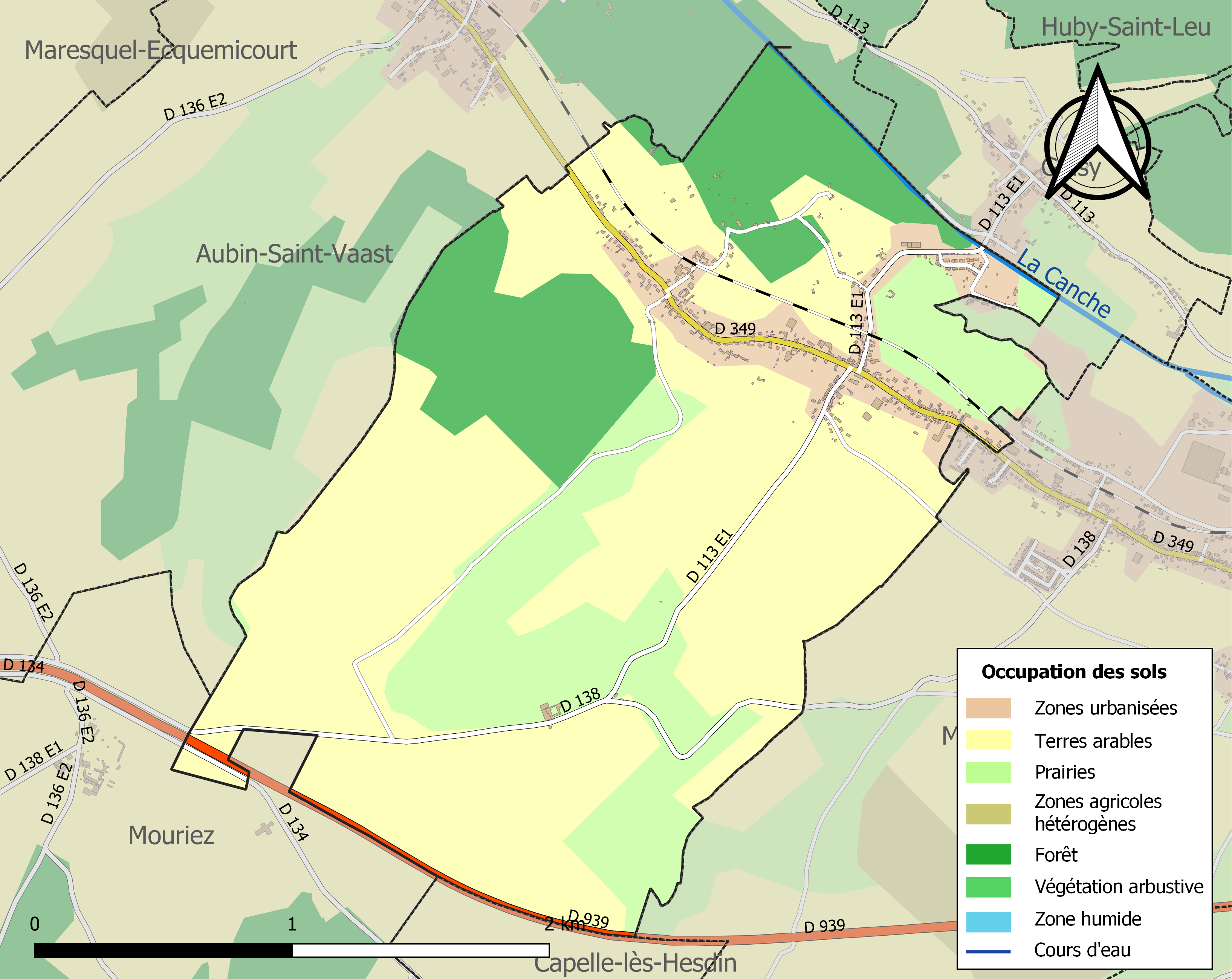
Carte des infrastructures et de l'occupation des sols de la commune en 2018 (CLC).

## Toponymie

### Bouin-Plumoison
Les communes de Bouin et de Plumoison ont fusionné le 24 avril 1970,.

#### Bouin
Bouin est attesté sous les formes Boin versus Marcounelle (1139) ; Buin (1144) ; Boiin (XVIIe siècle) ; Boyn (1257) ; Boim (1296) ; Boins (1400) ; Bouhaing (1403) ; Bouyn (1443) ; Bovyn (1507) ; Bouin (XVIIIe siècle).
Durant la Révolution, la commune de Bouin a porté le nom de Bouin-Beaurepaire.

#### Plumoison
Plumoison est attesté sous les formes Plume Oyson en 1321 (ch. d’Artois, A. 393), Plumeoison en 1331 (abb. de Saint-André-au-Bois), Plumoyson en 1376 (ch. d’Artois, Ricouart, p. 493), Plumoin en 1783 (Épigr., Montreuil, p. 198).

## Histoire
En octobre 1705, des lettres données à Fontainebleau permettent à François de Salperwick de relever le titre de marquis de Grigny. François de Salperwick et sa femme Marie Charlotte de Harchies déclarent consentir à ce qu'Antoinette Philippe de Bassecourt jouisse sa vie durant de la terre de Grigny. François de Salperwick est seigneur du Fresnoy, Crehem, Hestruval, Plumoison, Quiesy, Ristade, Marconnelle, Héricourt et Leuzeux, mousquetaire de la seconde compagnie de la garde du roi, commandée par le sieur de Jouvelle, a assisté aux prises de Valenciennes, Cambrai, Saint-Omer, à la bataille de Cassel. Il est fils de feu Louis de Salperwick et d'Antoinette Philippe de Bassecourt et neveu de Jean Baptiste de Bassecourt, marquis de Grigny. Il peut relever ce titre de marquis en y ajoutant et y incorporant les terres de Fresnoy, Quisy et Marconnelle qui relèvent aussi du château d'Hesdin, pour en jouir après le décès de sa mère qui suivant les intentions de son frère, lui avait fait don de la terre de Grigny par acte du 17 janvier 1703.
En 1970, la commune de Plumoison a absorbé celle voisine de Bouin, peuplée de 185 habitants au recensement de 1968.

### Les Templiers et les Hospitaliers
À Plumoison était un membre ou dépendance de la commanderie de l'ordre du Temple d'Angers qui passe aux Hospitaliers de l'ordre de Saint-Jean de Jérusalem lors de la dévolution des biens de l'ordre du Temple. Elle était composée de deux corps de bâtiments, de jardins et de futaies.
Par contre, c'est à la commanderie hospitalière d'Angers que Mathieu Chenau, pourtant de la paroisse de Villévêque, fait don de tous ses biens.

## Politique et administration

### Découpage territorial
La commune se trouve dans l'arrondissement de Montreuil du département du Pas-de-Calais.

#### Commune et intercommunalités
La commune est membre de la communauté de communes des 7 Vallées qui regroupe 66 communes et totalise 29 425 habitants en 2022.

#### Circonscriptions administratives
La commune est rattachée au canton d'Auxi-le-Château.

#### Circonscriptions électorales
Pour l'élection des députés, la commune fait partie de la quatrième circonscription du Pas-de-Calais.

### Élections municipales et communautaires
Pierre Liefhooghe entre au conseil municipal à la suite des élections municipales de juin 1995, comme conseiller. Il devient adjoint au maire à la suite des élections de 2008 puis maire à l'issue des élections de 2020.
| Identité                                        | Période     | Période   | Durée                     | Étiquette     |
| Identité                                        | Début       | Fin       | Durée                     | Étiquette     |
| ----------------------------------------------- | ----------- | --------- | ------------------------- | ------------- |
| Alfred Boulard (d)                              | mars 1971   | mars 1977 | 6 ans                     |               |
| René Fristot (d)                                | mars 1977   | mars 1983 | 6 ans                     |               |
| Robert Therry (né le 27 juin 1947)              | mars 1983   | mars 2001 | 18 ans                    |               |
| Jean-Pierre Deneuville (d), (né le 6 août 1939) | mars 2001   | mai 2020  | 19 ans et 2 mois          | divers droite |
| Pierre Liefhooghe (d) (né le 26 septembre 1959) | 27 mai 2020 | En cours  | 5 ans, 2 mois et 15 jours |               |

## Population et société

### Démographie
Les habitants de la commune sont appelés les Boumoisiens'.

#### Évolution démographique
L'évolution du nombre d'habitants est connue à travers les recensements de la population effectués dans la commune depuis 1793. Pour les communes de moins de 10 000 habitants, une enquête de recensement portant sur toute la population est réalisée tous les cinq ans, les populations de référence des années intermédiaires étant quant à elles estimées par interpolation ou extrapolation. Pour la commune, le premier recensement exhaustif entrant dans le cadre du nouveau dispositif a été réalisé en 2006.

En 2022, la commune comptait 511 habitants, en évolution de +3,65 % par rapport à 2016 (Pas-de-Calais : −0,72 %, France hors Mayotte : +2,11 %).
| 1793 | 1800 | 1806 | 1821 | 1831 | 1836 | 1841 | 1846 | 1851 |
| ---- | ---- | ---- | ---- | ---- | ---- | ---- | ---- | ---- |
| 153  | 149  | 187  | 173  | 144  | 155  | 183  | 204  | 179  |

| 1856 | 1861 | 1866 | 1872 | 1876 | 1881 | 1886 | 1891 | 1896 |
| ---- | ---- | ---- | ---- | ---- | ---- | ---- | ---- | ---- |
| 170  | 174  | 177  | 189  | 198  | 192  | 186  | 184  | 158  |

| 1901 | 1906 | 1911 | 1921 | 1926 | 1931 | 1936 | 1946 | 1954 |
| ---- | ---- | ---- | ---- | ---- | ---- | ---- | ---- | ---- |
| 173  | 183  | 183  | 175  | 177  | 171  | 156  | 181  | 158  |

| 1962 | 1968 | 1975 | 1982 | 1990 | 1999 | 2006 | 2011 | 2016 |
| ---- | ---- | ---- | ---- | ---- | ---- | ---- | ---- | ---- |
| 164  | 172  | 392  | 473  | 481  | 514  | 469  | 458  | 493  |

| 2021 | 2022 | - | - | - | - | - | - | - |
| ---- | ---- | - | - | - | - | - | - | - |
| 509  | 511  | - | - | - | - | - | - | - |

#### Pyramide des âges
En 2018, le taux de personnes d'un âge inférieur à 30 ans s'élève à 35,2 %, soit en dessous de la moyenne départementale (36,7 %). À l'inverse, le taux de personnes d'âge supérieur à 60 ans est de 28,3 % la même année, alors qu'il est de 24,9 % au niveau départemental.
En 2018, la commune comptait 242 hommes pour 256 femmes, soit un taux de 51,41 % de femmes, légèrement inférieur au taux départemental (51,50 %).
Les pyramides des âges de la commune et du département s'établissent comme suit.
| Hommes | Classe d’âge | Femmes |
| ------ | ------------ | ------ |
| 0,4    | 90 ou +      | 0,4    |
| 6,5    | 75-89 ans    | 5,8    |
| 22,4   | 60-74 ans    | 21,2   |
| 16,5   | 45-59 ans    | 16,3   |
| 21,4   | 30-44 ans    | 18,8   |
| 12,6   | 15-29 ans    | 13,6   |
| 20,2   | 0-14 ans     | 24,0   |

| Hommes | Classe d’âge | Femmes |
| ------ | ------------ | ------ |
| 0,5    | 90 ou +      | 1,6    |
| 5,6    | 75-89 ans    | 8,9    |
| 16,7   | 60-74 ans    | 18,1   |
| 20,2   | 45-59 ans    | 19,2   |
| 18,9   | 30-44 ans    | 18,1   |
| 18,2   | 15-29 ans    | 16,2   |
| 19,9   | 0-14 ans     | 17,9   |

## Culture locale et patrimoine

### Lieux et monuments
- L'église Saint-Firmin de Bouin.
- L'église de la Nativité Notre-Dame de Plumoison, plus aucun office depuis les années 1970[26],[46].
- À la suite du regroupement, en 1970, des communes Bouin et Plumoison, la commune de Bouin-Plumoison dispose de deux monuments aux morts[47].

### Héraldique
| Blason de Bouin-Plumoison | Blason  | Taillé: au 1er d'or à trois doloires de gueules, celles du chef affrontées, au 2e de gueules à l'oie contournée d'argent, becquée et membrée d'or. |
| Blason de Bouin-Plumoison | Détails | Le statut officiel du blason reste à déterminer.                                                                                                   |

## Pour approfondir